# Шандровский
Шандровский — упразднённый кордон в Любинском районе Омской области России. На момент упразднения входил в состав Центрально-Любинского сельского поселения. Исключён из учётных данных в 2001 г.

## География
Располагался в Шандровском рукотворном бору, в 1,8 км к юго-западу от деревни Шандровка.

## История
Постановлением заксобрания Омской области от 24 мая 2001 года № 143 кордон исключён из учётных данных.